# Ivan Vodochodský
Ivan Vodochodský (* 26. června 1963 Praha) je český kuchař, herec a moderátor, v letech 2012 až 2016 zastupitel Královéhradeckého kraje, v letech 2014 až 2020 člen Rady Českého rozhlasu.

## Život

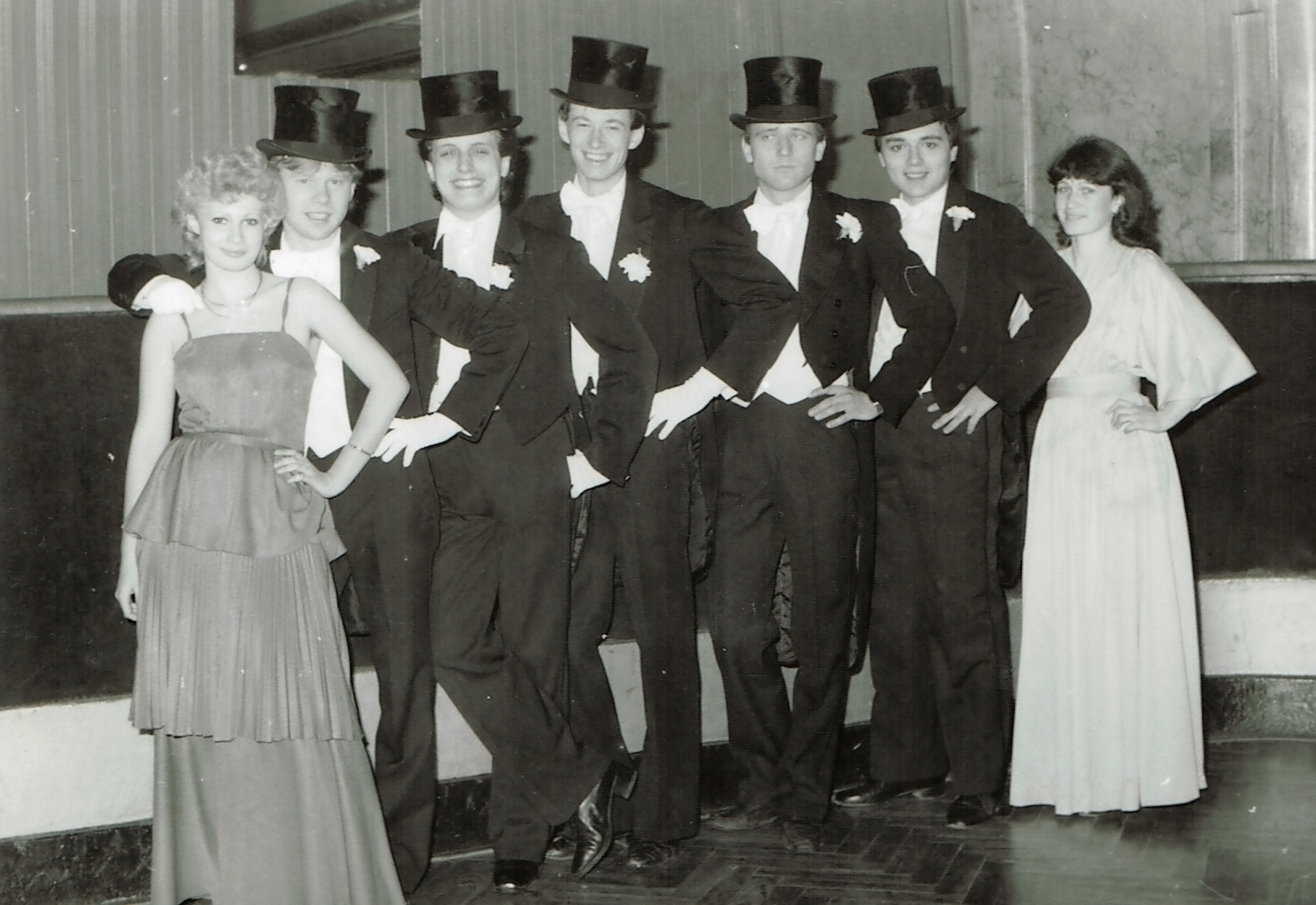
První muž zprava je Ivan Vodochodský, maturitní ples, Praha, Lucerna, 1983

Po základní škole se vyučil kuchařem. Hlásil se také na DAMU, kde ho však nepřijali. Po vojně hrál chvíli v Divadle Vítězného Února v Hradci Králové. V roce 1989 se oženil se svou ženou Dášou. Roku 1990 se jim narodila dcera Tereza.
V současné době moderuje pořad o vaření na vlnách rádia Frekvence 1. Účinkuje také v pořadu Rady ptáka Loskutáka na TV Nova. Účinkuje v muzikálech Krysař a Galileo v Divadle Kalich v Praze.
V komunálních volbách v roce 2010 kandidoval jako nestraník na kandidátce Volby pro město a byl zvolen zastupitelem statutárního města Hradce Králové. O čtyři roky později však funkci neobhájil. V krajských volbách v roce 2012 kandidoval na 20. místě kandidátky subjektu Koalice pro Královéhradecký kraj jako nestraník za Volbu pro město. Díky 995 preferenčním hlasům se posunul na konečné 7. místo, a byl tak zvolen zastupitelem Královéhradeckého kraje.
V květnu 2014 byl zvolen Poslaneckou sněmovnou PČR členem Rady Českého rozhlasu. Mandát vykonával do května 2020. V krajských volbách v roce 2016 obhajoval jako nestraník za VPM v rámci subjektu "Koalice pro Královéhradecký kraj" (tj. KDU-ČSL, HDK a VPM) post krajského zastupitele, ale neuspěl.